# Lee Young-ah
Lee Young-ah tiếng Hàn: 이영아; 李英雅 là một diễn viên và người mẫu Hàn Quốc.

## Phim truyền hình
- Drama Special Bo Mi's Room (KBS2, 2014)
- Run, Jang Mi (SBS, 2014)
- Unemployed Romance (E Channel, 2013)
- Vampire Prosecutor 2 (OCN, 2012)
- The King's Dream (KBS1, 2012)
- Natural Burials (MBN, 2012)
- Vampire Prosecutor (OCN, 2011)
- King of Baking, Kim Tak Goo (KBS2, 2010)
- Empress Chun Chu (KBS2, 2009)
- Iljimae (SBS, 2008)
- Golden Bride (SBS, 2007)
- Love Can't Wait (MBC, 2006)
- Golden Apple (KBS2, 2005)
- Wedding (KBS2, 2005)
- The Youth in Bare Foot (MBC, 2005)
- I Love You, My Enemy (SBS, 2005)

## Phim điện ảnh
- Snow Sea (2012)
- Julie's Adventure (2011)
- Dachimawa Lee (2008)
- Two Face Of My Girlfriend (2007)
- Caramel (2006)
- Ghost Story (2006)